# Black Sun Empire
Black Sun Empire är ett nederländskt drum and bass-band, bildat 1993. De har även hjälpt till och mixat drum and bass-banden Rawthang och Concord Dawn. 